# (1952) Hesburgh
(1952) Hesburgh (aussi nommé 1951 JC) est un astéroïde de la ceinture principale, découvert le 3 mai 1951 à l'observatoire Goethe Link près de Brooklyn, dans l'Indiana. 
Il a été nommé en hommage à Theodore Hesburgh, prêtre et président de l'université Notre-Dame. Il a une magnitude absolue de 10,32.